# Bottineau County
Bottineau County ist ein County im Bundesstaat North Dakota der Vereinigten Staaten. Der Verwaltungssitz (County Seat) ist Bottineau.

## Geographie
Das County liegt im Norden von North Dakota, grenzt an Kanada und hat eine Fläche von 4397 Quadratkilometern, wovon 76 Quadratkilometer Wasserfläche sind. Es grenzt in den Vereinigten Staaten im Uhrzeigersinn an folgende Countys: Rolette County, Pierce County, McHenry County und Renville County.

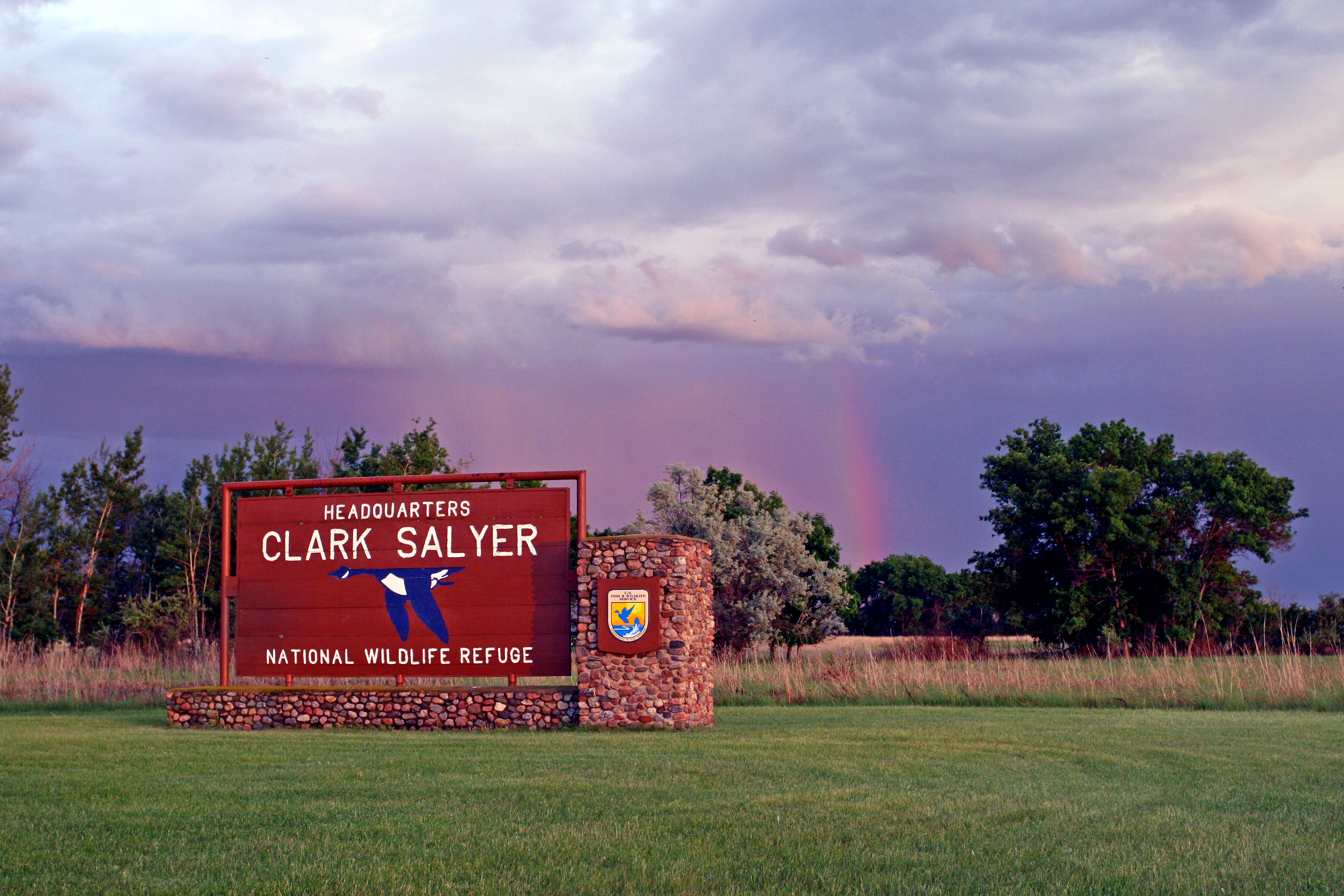
Haupteingang zum J. Clark Salyer National Wildlife Refuge (2007)

Im County liegt ein National Wildlife Refuge, das J. Clark Salyer National Wildlife Refuge.

## Geschichte
Bottineau County wurde am 4. Januar 1873 als Original-County aus freiem Territorium gebildet. Benannt wurde es nach Pierre Bottineau, einem frühen Grenzer und Pionier dieser Gegend.
Vier Bauwerke und Stätten des Countys sind im National Register of Historic Places eingetragen (Stand 20. März 2018).

## Demografische Daten
Nach der Volkszählung im Jahr 2000 lebten im Bottineau County 7149 Menschen in 2962 Haushalten und 1954 Familien. Die Bevölkerungsdichte betrug zwei Einwohner pro Quadratkilometer. Ethnisch betrachtet setzte sich die Bevölkerung zusammen aus 97,22 Prozent Weißen, 0,22 Prozent Afroamerikanern, 1,45 Prozent amerikanischen Ureinwohnern, 0,18 Prozent Asiaten, 0,01 Prozent Bewohnern aus dem pazifischen Inselraum und 0,11 Prozent aus anderen ethnischen Gruppen; 0,80 Prozent stammten von zwei oder mehr Ethnien ab. 0,49 Prozent der Bevölkerung waren spanischer oder lateinamerikanischer Abstammung.

Alterspyramide des Bottineau County

Von den 2962 Haushalten hatten 27,3 Prozent Kinder und Jugendliche unter 18 Jahre, die bei ihnen lebten. 58,7 Prozent waren verheiratete, zusammenlebende Paare, 4,3 Prozent waren allein erziehende Mütter, 34,0 Prozent waren keine Familien, 31,5 Prozent waren Singlehaushalte und in 16,4 Prozent lebten Menschen im Alter von 65 Jahren oder darüber. Die Durchschnittshaushaltsgröße betrug 2,30 und die durchschnittliche Familiengröße lag bei 2,90 Personen.
Auf das gesamte County bezogen setzte sich die Bevölkerung zusammen aus 22,2 Prozent Einwohnern unter 18 Jahren, 8,0 Prozent zwischen 18 und 24 Jahren, 22,3 Prozent zwischen 25 und 44 Jahren, 26,2 Prozent zwischen 45 und 64 Jahren und 21,3 Prozent waren 65 Jahre alt oder darüber. Das Durchschnittsalter betrug 43 Jahre. Auf 100 weibliche Personen kamen 101,4 männliche Personen. Auf 100 Frauen im Alter von 18 Jahren oder darüber kamen statistisch 99,2 Männer.
Das jährliche Durchschnittseinkommen eines Haushalts betrug 29.853 US-Dollar, das Durchschnittseinkommen der Familien betrug 37.701 US-Dollar. Männer hatten ein Durchschnittseinkommen von 26.728 US-Dollar, Frauen 18.948 US-Dollar. Das Prokopfeinkommen betrug 16.227 US-Dollar. 7,5 Prozent der Familien und 10,7 Prozent Familien lebten unterhalb der Armutsgrenze. Davon waren 11,7 Prozent Kinder oder Jugendliche unter 18 Jahre und 11,1 Prozent waren Menschen über 65 Jahre.

### Städte
| - Antler - Bottineau - Gardena - Kramer - Landa - Lansford | - Maxbass - Newburg - Souris - Westhope - Willow City |

Unabhängig von ihrer Größe haben nicht alle gebietsangehörigen Gemeinden in Nord-Dakota den Status einer Stadt.

### Townships
- Amity
- Antler
- Bentinck
- Blaine
- Brander
- Cecil
- Chatfield
- Cordelia
- Cut Bank
- Dalen
- Eidsvold
- Elms
- Elysian
- Haram
- Hastings
- Hoffman
- Homen
- Kane
- Lansford
- Lewis
- Lordsburg
- Mount Rose
- Newborg
- Oak Creek
- Oak Valley
- Ostby
- Peabody
- Pickering
- Renville
- Richburg
- Roland
- Scandia
- Scotia
- Sergius
- Sherman
- Starbuck
- Stone Creek
- Tacoma
- Wayne
- Wellington
- Wheaton
- Whitby
- Whitteron
- Willow Vale

### Gemeindefreie Gebiete
- Overly